# Camponotus tonkinus
Camponotus tonkinus é uma espécie de inseto do gênero Camponotus, pertencente à família Formicidae.